# Стаселько, Дмитрий Иванович
Дмитрий Иванович Стаселько (1942—2015) — учёный в области импульсной и динамической голографии, фотофизики светочувствительных сред, квантовой оптики и вынужденного рассеяния света, лауреат Государственной премии СССР (1982)
Окончил электрофизический факультет ЛЭТИ им. В. И. Ульянова (Ленина) (1964), выпускник кафедры диэлектриков и полупроводников.
В ГОИ им. С.И. Вавилова: инженер (1964—1971), аспирант (1967—1970), старший научный сотрудник (1971—1975), начальник лаборатории (1975—1991), начальник отдела (1988—1991), главный научный сотрудник (1991—2002).
Кандидат физико-математических наук (1971), доктор физико-математических наук по специальности «Оптика» (1989). Профессор (1996).
С 1998 до апреля 2009 года в СПбГУ ИТМО: главный научный сотрудник (1998—2002), профессор (2002).
Лауреат Государственной премии СССР за цикл работ по динамической голографии (1982).
Автор более 180 работ, получил несколько авторских свидетельств на изобретения.
Умер 8 апреля 2015 года.
Сочинения:
- Применение оптической голографии для неразрушающего контроля и измерений : Материалы краткосроч. семинара, 18-19 дек. / Под ред. Ю. И. Островского, Д. И. Стаселько. — Л. : ЛДНТП, 1984. — 75 с. : ил.; 20 см.
- Р. Г. Запорожченко С. Я. Килин , В. Г. Беспалов, Д. И. Стаселько. «Формирование спектров ОВКР из квантовых шумов поляризации рассеивающей среды» // ОПТИКА И СПЕКТР. — 1999. — Т. 86. — № 4. — C. 632—639.
- Бенкен А.А., Михайлов В.Н., Стаселько Д.И. Исследование эффекта Гершеля на быстропротекающих стадиях процесса образования скрытого юображения в галоидосеребряных фотоматериалах// Материалы и устройства для регистрации голограмм материалам, сборник 3 Всесоюзного семинара "Фотохимические процессы регистрации голограмм".- Л.: ФТИ.- 1986.- С. 3-11.
- Михайлов В.Н., Стаселько Д.И. Нелинейная чувствительность галоидосеребряных голографических материалов к высокоинтенсивному неактиничному излучению// Журнал научной и прикладной фотографии и кинематографии. - 1998. - Т.43. - №2.-С. 1-7